# Victor Considerant
Victor Considerant (ur. 18 października 1808 w Salins-les-Bains, zm. 27 grudnia 1893 w Paryżu) – francuski utopijny socjalista.
Był uczniem Charles’a Fouriera i popularyzatorem jego idei. Po jego śmierci w 1837 roku został przywódcą szkoły fourierystów. Był założycielem i redaktorem czasopism „Le Phalange” i „La Reforme Industrielle”, które ukazywały się pod hasłem reforma społeczna bez rewolucji. Po stłumieniu czerwcowego powstania robotników paryskich, w 1849 roku wyemigrował do Belgii, a następnie do Teksasu, gdzie założył fourierystowski falanster.
W swoich pracach z fourierystowskiej krytyki społeczeństwa kapitalistycznego wprowadził reformistyczne wnioski. Z tych pozycji występował przeciwko programom socjalistów głoszącym konieczność walki klasowej i rewolucji społecznej.